# 1862 na literatura

## Eventos
- 3 de abril - O livro Os miseravéis de Victor Hugo, romancista francês é publicado simultaneamente em Leipzig, Bruxelas, Budapeste, Milão, Roterdã, Varsóvia, Rio de Janeiro e Paris, nesta última cidade foram vendidos 7 mil exemplares em 24 horas.
- Ivan Turgeniev publica Pais e Filhos.

## Nascimentos
| Data           | Nome           | Profissão | Nacionalidade | Observações | Ref |
| -------------- | -------------- | --------- | ------------- | ----------- | --- |
| 3 de fevereiro | Abel Hermant   | escritor  | França        | m. 1950     |     |
| ?              | Maria da Cunha | escritora | Brasil        | m. 1917     |     |

## Mortes
| Data      | Nome                                | Profissão                               | Nacionalidade  | Observações | Ref |
| --------- | ----------------------------------- | --------------------------------------- | -------------- | ----------- | --- |
| 6 de Maio | Henry David Thoreau                 | ensaísta, poeta, naturalista e filósofo | Estados Unidos | n. 1817     |     |
| ?         | Buenaventura Carles Aribau Farriols | escritor                                | Espanha        | n. 1798     |     |